# Eucithara pagoda
Eucithara pagoda é uma espécie de gastrópode do gênero Eucithara, pertencente à família Mangeliidae.